# Der Wildschütz
Der Wildschütz oder Die Stimme der Natur (Il bracconiere, o la voce della natura) è una Komische Oper tedesca, o opera comica, in tre atti di Albert Lortzing su libretto del compositore stesso, adattato dalla commedia Der Rehbock, oder Die schuldlosen Schuldbewussten di August von Kotzebue. È stata eseguita in anteprima allo Stadttheater di Lipsia il 31 dicembre 1842.

## Ruoli
| Ruolo                                             | Registro vocale | Cast della prima, 31 dicembre 1842 (Direttore: Albert Lortzing) |
| ------------------------------------------------- | --------------- | --------------------------------------------------------------- |
| Conte von Eberbach                                | baritono        | August Kindermann                                               |
| Contessa von Eberbach, sua moglie                 | contralto       | Caroline Düringer-Lange                                         |
| Barone Kronthal, fratello della contessa          | tenore          | Heinrich Schmidt                                                |
| Baronessa von Freimann, vedova, sorella del conte | soprano         | Caroline Günther-Bachmann                                       |
| Baculus, maestro di scuola                        | basso           | Gotthelf Leberecht Berthold                                     |
| Gretchen, sua fidanzata                           | soprano         | Auguste Krüger-Aschenbrenner                                    |
| Pancratius, il maggiordomo del conte              | baritono        | Max Ballmann                                                    |
| Nanette, la cameriera della baronessa             | mezzosoprano    | Tanz                                                            |

## Trama

### Atto 1
All'hotel del villaggio il maestro Baculus festeggia il suo fidanzamento con Gretchen. Un cacciatore del conte von Eberbach arriva quindi ai festeggiamenti con una lettera in cui comunica a Baculus che è stato licenziato dal suo posto di maestro di scuola perché è andato a caccia nella terra del conte senza il suo permesso. Baculus pensa di mandare Gretchen a far cambiare idea al conte, ma poi ricorda la debolezza del conte per le giovani donne. La baronessa von Freimann, sorella del conte e rimasta vedova da poco, arriva travestita da studentessa per viaggiare in incognito. Suo fratello vuole che si risposi con il barone Kronthal. La baronessa viene a sapere della sfortuna di Baculus e si offre di perorare la sua causa al posto di Gretchen. Il conte entra poi in scena con la sua compagnia di caccia, così come il barone Kronthal. Sia il conte che il barone sono immediatamente attratti da Gretchen. L'intera compagnia viene quindi radunata per la festa di compleanno del conte nel suo castello.

### Atto 2
La contessa von Eberbach ha un debole per le antiche tragedie, in particolare Sofocle, e annoia il suo servo quando le espone. Pancrazio, il padrone di casa, consiglia a Baculus di sfruttare questa caratteristica per ottenere il favore della contessa. Baculus impressiona la contessa con citazioni di queste antiche opere letterarie. Tuttavia il conte lo vede e cerca di far cessare Baculus dal procedere. Baculus cerca quindi di arruolare la baronessa con l'idea di farla apparire come Gretchen, sotto mentite spoglie. Quindi scoppia una tempesta e questo costringe Baculus e Gretchen a rimanere chiusi nel castello. Durante una partita a biliardo le luci si spengono improvvisamente. Il conte e il barone ne approfittano per sorprendere Gretchen. La contessa però aiuta Baculus e Gretchen a scappare. Il barone offre quindi una ricompensa di 5000 Taler per avergli consegnato Gretchen.

### Atto 3
La festa di compleanno del conte continua. La Gretchen "giusta" viene ora portata al castello. Il barone nota che Gretchen sembra diversa da prima. Baculus rivela quindi che la "precedente" Gretchen era uno studente travestito. Dopo che Baculus viene pressato ulteriormente, la baronessa rivela la sua vera identità. Il barone chiede spiegazioni a Baculus e poi il conte aggiunge la sua voce per chiedere chiarimenti. Alla fine arriva anche la contessa. La confusione è finalmente chiarita. Alla fine Baculus e Gretchen si riuniscono e Baculus viene rimesso al suo posto di maestro di scuola. Si scopre anche che Baculus aveva sparato accidentalmente al proprio asino inizialmente e non ad un cervo sul terreno del conte.

## Registrazioni complete
Chiave: Direttore / Baronessa / Gretchen / Contessa / Kronthal / Eberbach / Baculus
- Hans Müller-Kray/Wissmann/Nentwig/Münch/Fehringer/Rehfuss/Kurt Böhme - 1954, Süddeutscher Rundfunk
- Wallberg/Seefried/Holm/Rössl-Majdan/Kmentt/Völker/Dönch - 1960, live a Vienna, Orfeo
- Robert Heger/Anneliese Rothenberger/Lotte Schädle/Litz/Fritz Wunderlich/Hermann Prey/Fritz Ollendorff, Bayerisches Staatsorchester - 1963, EMI CMS 7 63205 2, reed. 0946-3-81837-2-3
- Bernhard Klee/Edith Mathis/Georgine Resick/Doris Soffel/Peter Schreier/Gottfried Hornik/Hans Sotin, Staatskapelle Berlin - 1982, Deutsche Grammophon 2740-271
- Eschwé/Dorn/Ullrich/Brohm/Davislim/Roth/Zeppenfeld - 2015, live a Dresda